# Rhopalothrix isthmica
Rhopalothrix isthmica é uma espécie de formiga do gênero Rhopalothrix, pertencente à subfamília Myrmicinae.